# St. Maria Königin (Frechen)
St. Maria Königin ist die dritte römisch-katholische Kirche in der Kernstadt von Frechen (Rhein-Erft-Kreis) in Nordrhein-Westfalen.

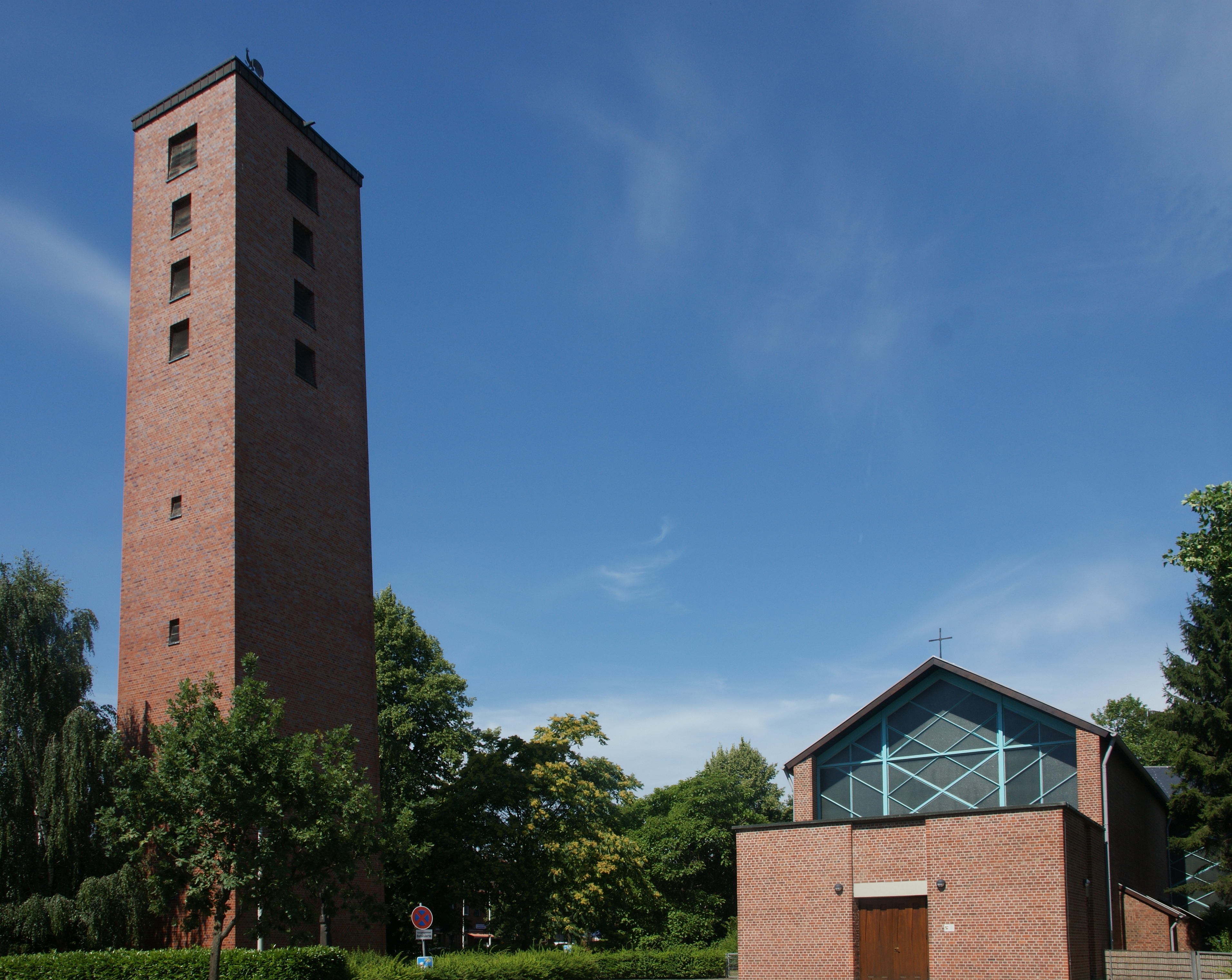
St. Maria Königin, vor 2011

## Geschichte
Mit dem Anwachsen der Steinzeugindustrie und dem Aufschluss der ersten Braunkohlegrube Sybilla 1891 wurde zuerst vor dem Ersten Weltkrieg die Severinus-Gemeinde im Oberdorf von Frechen ausgepfarrt. Mit dem weiteren Wachsen der Industriegemeinde im Reinischen Braunkohlerevier nach dem Zweiten Weltkrieg (1954 11000 Mitglieder/6000 regelmäßige Kirchgänger) kam das Bedürfnis nach einer weiteren Kirche für die nördlichen Stadtviertel. So bekam das Büro des Kölner Architekten Rudolf Schwarz Anfang der 1950er Jahre den Planungsauftrag. Mitarbeiter waren die Architektin Maria Schwarz und Karl Wimmenauer. Der erste Spatenstich geschah am 19. Oktober 1952, dem Tag der 1200-Jahr-Feier der Muttergemeinde St. Audomar, am 10. Oktober 1954 wurde sie geweiht.

## Baubeschreibung
Die aus unsortierten Ringofen-Ziegelsteinen (aus Brauweiler) erbaute Kirche hat einen trapezförmigen Grundriss. Sie verbreitert sich vom Eingang zum Altarraum, der so zum Zentrum der Kirche wird. Auch die holzgetäfelte flache Decke und das Satteldach steigen nach dort an, besonders aufgesteilt ab Beginn des Chorraums. Licht fällt vom gegenüber liegenden großen Eingangsfenster her und den deckenhohen Seitenfenstern vor dem Chor in die Kirche. Sonst sind die Seitenwände fensterlos. In die Chorwand ist eine kleine halbrunde Konche dachhoch eingefügt. Der quadratische die Kirche weit überragende Glockenturm steht neben der Kirche. Seine Fenster sind im unteren Bereich recht klein. Die Glocken sind hinter drei nahezu quadratischen Schallfenstern und abschließend einem breiten rechteckigen Schallfenster aufgehängt.  
Unter dem Altarraum der modernen Kirche ist eine Krypta angelegt, in der kleinere Gottesdienste gefeiert werden.

## Ausstattung
Besonders ins Auge fällt der Altar, der als Krone ausgebildet ist,  wohl ein Entwurf von Maria Schwarz.

## Glocken
Die fünf Bronze-Glocken wurden 1962 von der  Glockengießerei Mabilon gegossen.